# Ermita de San Jorge (Navaconcejo)
La ermita de San Jorge es una ermita de los siglos XVII-XVIII ubicada a las afueras de la villa española de Navaconcejo, en la provincia de Cáceres. Es la sede de la fiesta de San Jorge, que se celebra el 23 de abril.

## Localización
Se ubica en las afueras meridionales del casco urbano de la villa. Se accede a la ermita de San Jorge a través de un camino de hormigón, que sale cuesta arriba al sur de una curva en la carretera N-110. Dicha curva se ubica en el extremo meridional de la gran recta que forma la carretera al atravesar la villa, donde hay un pequeño jardín con una cruz. Desde varios lugares del camino de subida a la ermita, cuando la vegetación no interrumpe la vista, puede observarse una panorámica casi completa del casco urbano de la villa. El camino continúa hacia el sur hacia la garganta de las Razuelas, afluente de la margen izquierda del Jerte que fluye a escasos metros de la ermita. La ermita se ubica en una parcela rústica de 2428 m², en la cual el edificio ocupa una superficie construida de 158 m².

## Historia y descripción
De estilo popular y datada en los siglos XVII-XVIII, la ermita está compuesta por una única nave de planta rectangular con dos tramos. Sus muros son de mampostería, con soportes con pilares adosados en sillería. Su interior se estructura con arcos de medio punto en sillería y bóveda de madera, todo con tejado a dos aguas. Al exterior, la cabecera es de mayor altura que la nave. En el imafronte, cubierto por un portal a tres aguas sustentado en dos columnas de madera, se ubica la portada, de medio punto en cantería, y una ventana cuadrada a cada lado. Tiene otras dos ventanas en los muros de la cabecera. En su entorno hay un sencillo crucero formado por una basa cuadrada y un fuste cilíndrico, coronado por una cruz metálica.
En el interior alberga un retablo del siglo XVIII con tallas como las de San Jorge, Santa Bárbara y San Marcos. Sin embargo, su imagen más antigua y destacable es una que actualmente no se ubica en la ermita: la de Nuestra Señora de la Peña. Esta imagen de una Virgen con Niño era la patrona de Peñahorcada, asentamiento que se despobló en el siglo XIV y cuyo término municipal se repartió entre Navaconcejo y Piornal. La antigüedad del despoblado indica que era una imagen medieval de gran valor histórico, pero no es posible datarla, ya que solamente se conserva una fotografía de los años 1940 donde la Virgen está cubierta con vestimentas; por la escasa información que hay sobre ella, se ha señalado que probablemente era gótica. El 13 de setiembre de 1746, los vecinos de Navaconcejo se llevaron hasta aquí la imagen, procedente de su ermita junto al río Jerte, para evitar que se viese afectada por riadas; aunque la diócesis de Plasencia ordenó que la imagen se trasladase a Cabezuela, por pertenecer la ermita de Peñahorcada a su parroquia, finalmente se quedó en Navaconcejo. En 1950, en mitad del caos provocado por la Posguerra, el párroco vendió la imagen y actualmente está desaparecida.

## Uso actual
Desde el punto de vista eclesiástico, la ermita pertenece a la parroquia de Nuestra Señora de la Asunción, la única existente en Navaconcejo, dependiente de la diócesis de Plasencia. La ermita ha funcionado tradicionalmente mediante el sistema de mayordomía: según el Interrogatorio de la Real Audiencia de Extremadura de 1791, no tenía ni cofradía ni ermitaño, y su sostenimiento corría a cargo de los vecinos de la villa, encargándose del mantenimiento un mayordomo.
La principal función de esta ermita es albergar la fiesta de San Jorge, celebración que tiene lugar anualmente el 23 de abril y que mezcla elementos de romería, fiesta de quintos y ceremonia folclórica. Como toda romería, la fiesta comienza con una misa en la ermita por la mañana. Lo peculiar ocurre en la procesión posterior a la misa, en la cual los quintos varones, distinguidos con un pañuelo, ofrecen al santo una estructura de madera y hojas con roscas típicas que llaman "el Ramo"; tradicionalmente correspondía a las madres de los quintos hacer las roscas y a las novias los pañuelos. Por su parte, las quintas se visten con mantilla y peineta y ofrecen un "bizcochón". La procesión comienza cuando cuatro mujeres vestidas con traje típico cantan una serie de coplas al santo, tras lo cual se dan tres vueltas a los alrededores de la ermita, llevando la imagen de San Jorge un ramo de cerezo. La fiesta suele incluir también un reparto de pan y queso a los asistentes y actuaciones musicales. Es una fiesta muy antigua, pues el Interrogatorio de la Real Audiencia de Extremadura de 1791 ya menciona la misa del 23 de abril.
El Plan General Municipal de Navaconcejo protege el edificio y el crucero vecino como monumentos de relevancia local, con un nivel de protección urbanística integral. Asimismo, el crucero está protegido como Bien de Interés Cultural por la declaración genérica del Decreto 571/1963.